# Dead Eyes See No Future
Dead Eyes See No Future to minialbum zespołu Arch Enemy wydany nakładem Century Media Records. Utwór tytułowy pochodzi z albumu Anthems of Rebellion. Album zawiera również teledysk do utworu We Will Rise.

## Lista utworów
| Nr | Tytuł utworu                                                                    | Długość |
| -- | ------------------------------------------------------------------------------- | ------- |
| 1. | „Dead Eyes See No Future”                                                       | 4:17    |
| 2. | „Burning Angel” (Live at Elysée Montmartre in Paris, France 27th Feb. 2004)     | 4:46    |
| 3. | „We Will Rise” (Live at Elysée Montmartre in Paris, France 27th Feb. 2004)      | 4:15    |
| 4. | „Heart of Darkness” (Live at Elysée Montmartre in Paris, France 27th Feb. 2004) | 4:52    |
| 5. | „Symphony of Destruction” (cover Megadeth)                                      | 4:02    |
| 6. | „Kill With Power” (cover Manowar)                                               | 4:02    |
| 7. | „Incarnated Solvent Abuse” (cover Carcass)                                      | 3:30    |
| 8. | „We Will Rise” (teledysk)                                                       | 7:07    |
|    |                                                                                 | 36:51   |

## Twórcy
- Angela Gossow – śpiew
- Per Wiberg – keyboard
- Christopher Amott – gitara
- Michael Amott – gitara, projekt okładki
- Sharlee D’Angelo – gitara basowa
- Daniel Erlandsson – perkusja
- Simon Ainge – oprogramowanie na płycie (obsługa video)
- Rickard Bengtsson – producent muzyczny, dźwiękowiec
- George Bravo – dyrektor artystyczny
- Paul Harries – fotograf
- Nick Mallinson – asystent
- Masa Noda – fotograf
- Andy Sneap – producent muzyczny, dźwiękowiec, mixowanie

## Pozycje na listach
| Lista  | Kraj    | Pozycja |
| ------ | ------- | ------- |
| Oricon | Japonia | 97      |